# Basket club biso na biso
Biso Na Biso est un club de la capitale congolaise, Kinshasa, dans la commune de Lemba. 
Ce club concentre son recrutement grâce au championnat inter scolaire de l'Alliance Franco-Congolaise qui s'organise sur son site à Lemba. Il recute des joueurs du Groupe Scolaire du Mont-Amba (école de l'université de Kinshasa), du Collège Saint Théophile de Lemba et de l'Institut Littéraire Mokengeli Il a la particularité d'aligner dans son effectif une concentration des jeunes joueurs de moins de 18 ans et évolue en première division kinoise dans la LIPROBAKIN pour la première équipe et en deuxième division EUBAKIN EST pour l'équipe B.
Le club a notamment formé Christian Eyenga numéro 30 de la draft 2009 au premier tour pour le compte des Cavaliers de Cleveland.

## Palmarès
- 2001: EUPROBAKIN EST

## Joueurs célèbres ou marquants
- Malé Malala
- Alain Kabasele
- Junior Kasongo
- Christian Eyenga

## Joueurs évoluant dans d'autres clubs
- Ravic Mbusu
- Yannick Isasi
- Junior Kasongo
- Alain Tshibangu